# Jobs (film)
Jobs är en amerikansk dramafilm från 2013 i regi av Joshua Michael Stern. Filmen skildrar Steve Jobs' liv och Apples historia från 1970- talet till 2000- talets början. Steve Jobs spelas av Ashton Kutcher och Steve Wozniak spelas av Josh Gad. Filmen hade premiär den 16 augusti 2013.